# Sophie Schmidt
Sophie Diana Schmidt (Winnipeg, 28 de junho de 1988) é uma futebolista canadense que atua como meio-campista, medalhista olímpica. 

## Carreira
Sophie Schmidt fez parte do elenco medalha de bronze em Londres 2012.